# Guillaume Ier (empereur allemand)
Pour les articles homonymes, voir Guillaume de Prusse (homonymie) et Guillaume Ier.
Guillaume Ier (en allemand : Wilhelm Ier) né le 22 mars 1797 à Berlin et mort le 9 mars 1888 dans la même ville, est le septième roi de Prusse de 1861 à 1888 et le premier empereur allemand de 1871 à 1888.
Dès le début de son règne comme roi de Prusse, il appelle au pouvoir Otto von Bismarck, dont il craignait jusqu'alors les idées d'alliance avec la France et le caractère trop affirmé. En 1864, Bismarck entraîne l'Autriche dans une guerre victorieuse contre le Danemark (guerre des Duchés) et donne à la Prusse les duchés de Holstein et de Saxe-Lauenbourg. Après  la guerre gagnée en 1866 contre l'Autriche, la Prusse est désormais un État qui s'étend de la Moselle à la Baltique sur la quasi-totalité du Nord de la Confédération germanique, laquelle est dissoute, au profit d'une « confédération de l'Allemagne du Nord », créée pour l'occasion sous la présidence de la Prusse. Des traités secrets d'assistance et de défense mutuelles sont imposés aux souverains des États d'Allemagne du Sud, grand-duché de Hesse-Darmstadt, grand-duché de Bade, royaume de Wurtemberg et royaume de Bavière. L'Autriche est ainsi exclue du système allemand.
En 1870, c'est l'empereur des Français qui tombe dans le piège bismarckien. La dépêche d'Ems est le prétexte qui pousse Napoléon III à déclarer la guerre à la Prusse le 19 juillet. Celle-ci en appelle à ses « alliés » du sud de l'Allemagne, grand-duché de Bade, royaume de Wurtemberg et royaume de Bavière, qui ne peuvent que répondre favorablement, tandis que la France est isolée. Après un début prometteur, les armées françaises doivent reculer, la victoire de Saint-Privat (18 août) permet l'encerclement de Metz, la plus importante place forte d'Europe où est réduite à l'impuissance la majeure partie de l'armée française. Napoléon III est fait prisonnier à Sedan (2 septembre), son empire s'effondre, la république est proclamée tandis que la moitié nord du pays est occupée et que Paris est assiégé.
La victoire de la Prusse est totale : le 18 janvier 1871, Guillaume Ier est proclamé « empereur allemand » en France, dans le cadre prestigieux de la galerie des Glaces du château de Versailles. Le traité de Francfort ampute la France de ses territoires orientaux dont la population est germanophone, et de Metz (bien que francophone) et sa région, qui formeront une « terre d'Empire ». La France occupée doit en outre payer une énorme indemnité.
Malgré son soutien de longue date à Bismarck en tant que ministre-président puis en tant que chancelier, Guillaume a émis de fortes réserves sur certaines des politiques plus réactionnaires de Bismarck, y compris son anti-catholicisme et sa gestion difficile des subordonnés. Contrairement au chancelier, l'empereur est décrit comme poli, gentilhomme et, bien que résolument conservateur, plus ouvert à certaines idées libérales classiques que son petit-fils et futur successeur, Guillaume II.

## Famille et mariage
Guillaume est le fils cadet de Frédéric-Guillaume III, roi de Prusse, et de Louise de Mecklembourg-Strelitz, morte prématurément en 1810.
N'ayant pu épouser comme il le souhaitait Élisa Radziwiłł, une princesse de haute noblesse mais non de sang royal, il épouse le 11 juin 1829 Augusta de Saxe-Weimar-Eisenach (1811 – 1890), fille cadette du grand-duc Frédéric-Charles de Saxe-Weimar-Eisenach (1783 – 1853), et de Maria Pavlovna de Russie (1786 – 1859), tout en confiant à sa sœur, la tsarine Alexandra Feodorovna — épouse du tsar Nicolas Ier de Russie et tante par alliance d'Augusta —, qui a favorisé son mariage, que son épouse le « laisse froid ».
La princesse est une femme de devoir. Cultivée, libérale, francophile et dotée d'un caractère fort, elle s'entend mal avec son mari, militariste et conservateur.
De cette union sont issus :
- Frédéric (1831 – 1888), futur roi de Prusse et empereur allemand sous le nom de Frédéric III, qui épousera en 1858 Victoria du Royaume-Uni ;
- Louise (1838 – 1923), mariée en 1856 avec Frédéric Ier, grand-duc de Bade (1826 – 1907).

## Carrière militaire

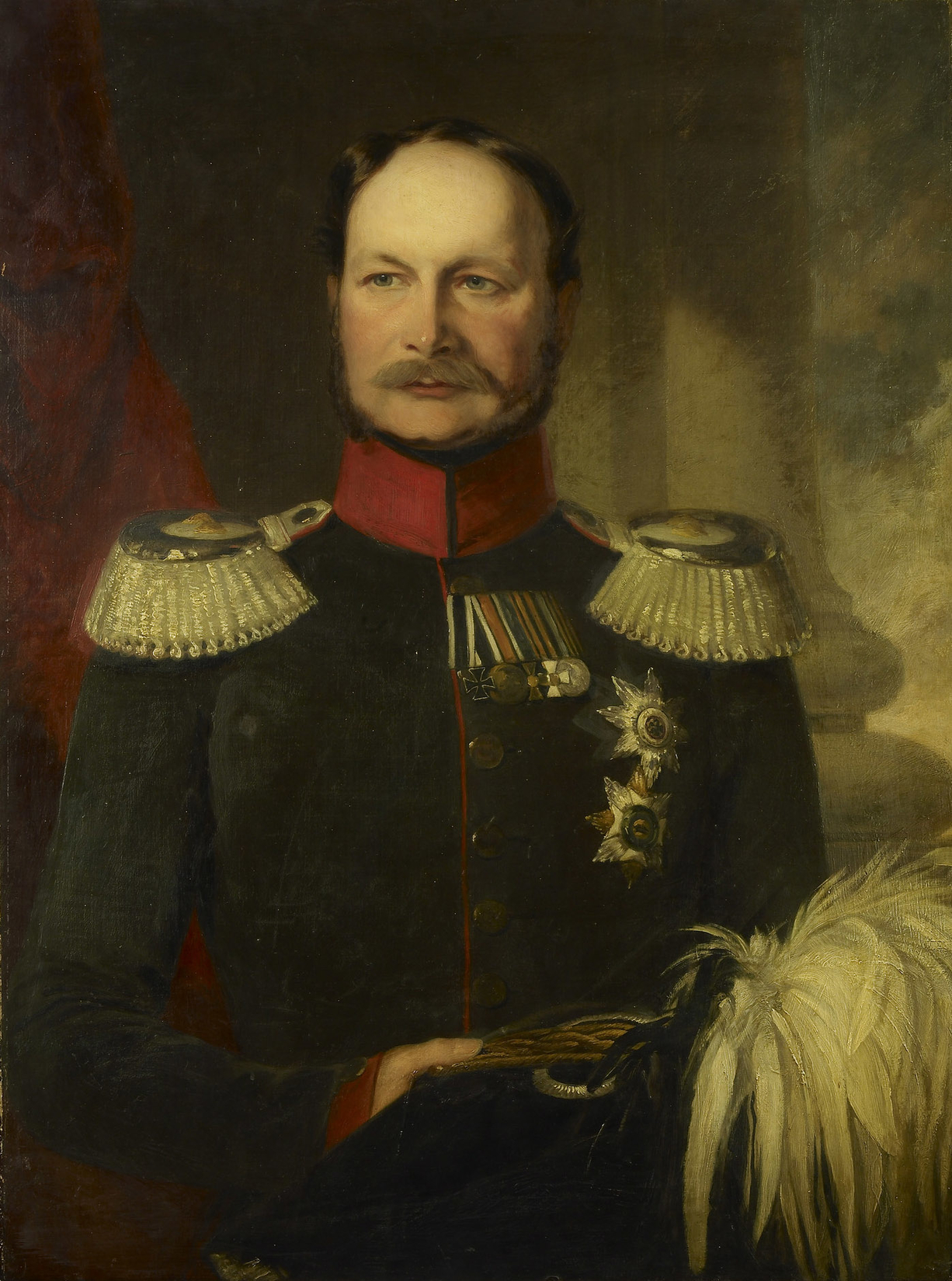
Le prince Guillaume de Prusse.

Comme le veut la tradition princière de la maison de Hohenzollern, le prince Guillaume est destiné à une carrière militaire. Fortement marqué par la défaite de Iéna en 1806, il prend part dès son adolescence aux campagnes contre Napoléon Ier en 1814 et en 1815 et séjourne à Vic-sur-Seille avec son père les 4 et 5 juillet 1815.
La Prusse fait partie des vainqueurs et, au congrès de Vienne, augmente considérablement son territoire. Elle a désormais une frontière commune avec les royaumes de Danemark, de France et des Pays-Bas et l'Empire Russe mais ne parvient pas à annexer la Saxe.
Le mariage du prince n'est guère harmonieux. N'ayant pu épouser la princesse Elisa Radziwill, il s'est résigné par devoir à convoler avec la princesse Augusta de Saxe-Weimar-Eisenach, une femme intelligente, francophile, libérale, qui affirme sans détour des opinions totalement opposées à celles de son mari. Le couple n'aura que deux enfants en 9 ans. Un fils, destiné à succéder à son oncle, le Kronprinz Frédéric-Guillaume, en 1831 et une fille, la princesse Louise, en 1838.
En 1840, à l'avènement de son frère Frédéric-Guillaume IV, Guillaume est nommé gouverneur de Poméranie. Il reçoit le commandement de plusieurs régiments en Prusse et à l'étranger.
Le 22 mai de la même année il est initié aux trois grades symboliques de la Franc-maçonnerie et depuis son accession au trône de Prusse en 1861 il deviendra officiellement le protecteur des trois Grandes Loges prussiennes, fonction qu'il remplira "avec rigueur et conviction, prenant publiquement la défense de ses frères. Il a lui même présidé à la réception de son fils Frédéric en 1853, devenu Grand Maître de la Grande Loge nationale en 1860.".
Fier de son sang et ouvertement conservateur, il est le plus fort soutien de la répression par les armes du mouvement révolutionnaire de 1848. Il est la cible des libéraux qui le surnomment le « Prince la mitraille ». Son palais est incendié le 20 mars et, le 23 mars, il s'exile quelque temps en Angleterre, tandis que son épouse et ses enfants restent à Potsdam. L'année suivante, il écrase les révolutionnaires du grand-duché de Bade.
En 1850, Guillaume est nommé par son frère gouverneur de Rhénanie, ce qui le protège de la rancœur des Berlinois. Il s'installe avec sa fille au confluent du Rhin et de la Moselle, à Coblence, dans l'ancienne résidence des archevêques-électeurs de Trèves.
En 1854, il est également nommé Generaloberst de l'armée prussienne et gouverneur de la forteresse fédérale de Mayence.
En 1856, il marie sa fille Louise au grand-duc de Bade Frédéric Ier, tandis que son fils Frédéric-Guillaume se réjouit à l'idée de conclure un mariage d'inclination avec la princesse Victoria, fille aînée de la reine Victoria et du prince consort Albert de Saxe-Cobourg et Gotha. C'est une alliance brillante pour les Hohenzollern, mais aussi la première fois qu'un futur souverain prussien épouse une princesse qui n'est pas de culture allemande, bien que de sang allemand.
Malgré les objections du gouvernement prussien, la reine Victoria impose ses volontés, et le mariage a lieu à Londres. Le couple a rapidement un fils — le futur Guillaume II — en 1859.

## Roi de Prusse

### Régence puis accession au trône
En 1858, la Prusse connaît un tournant libéral, les partis progressistes remportent plusieurs succès électoraux (1858, 1861). La même année, le roi Frédéric-Guillaume IV montrant des signes de déficience mentale et n'ayant pas d'enfant de son mariage avec la princesse Élisabeth de Bavière, Guillaume est nommé régent du royaume. Le roi meurt le 2 janvier 1861 sans avoir recouvré la santé. Guillaume lui succède ; il a alors soixante-trois ans.
La question militaire va cependant opposer le nouveau roi au Parlement. Bloqué par le Landtag, qui refuse de voter les crédits militaires dans la mesure souhaitée par le roi et son ministre de la Guerre Albrecht von Roon, Guillaume songe à se retirer en faveur de son fils, le Kronprinz Frédéric-Guillaume, connu pour ses opinions libérales, à tel point qu'après une altercation avec les ministres du gouvernement, le roi écrit un brouillon de lettre d'abdication,. L'épouse du prince, la Kronprinzessin Victoria, intelligente et cultivée, incite son mari à accepter le pouvoir. Elle y voit l'occasion de construire une Allemagne libérale sous l'égide de la Prusse, mais le Kronprinz, moins politique que son épouse, s'en tient à son devoir d'officier et refuse la couronne que lui propose son père.

### Début du règne et arrivée de Bismarck

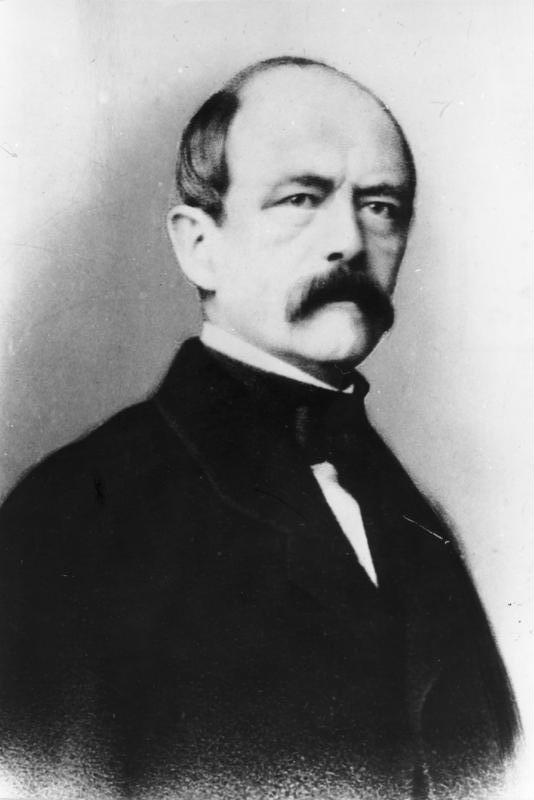
Le comte de Bismarck en 1860.

À Berlin, l'opposition des libéraux au projet de réforme de l'armée se renforce, même si personne ne remet vraiment en cause la nécessité d'une telle réforme. En effet, à l'inverse de celles des autres grandes puissances, l'armée de la Prusse n'a pas grandi depuis 1815. En comparaison avec les forces autrichiennes, l'armée prussienne semble faible. Le service militaire n'existe de facto plus que sur le papier et les tentatives répétées d'intégrer la Landwehr, force armée constituée de tous les hommes en âge de combattre, dans l'armée régulière ont pour l'instant échoué. Et même si une union avec les libéraux sur le sujet est devenue possible, Guillaume Ier considère qu'un tel geste serait un signe de faiblesse venant de la couronne. Il reste à Guillaume Ier une dernière carte à jouer et il appelle donc au gouvernement un ultra-conservateur Otto von Bismarck. Ce dernier, ministre-président de Prusse en 1862, veut résoudre les problèmes politiques par « le fer et le sang ». Il compte diriger la politique étrangère de la Prusse au service exclusif de la raison d'État prussienne. Pour cela, Bismarck va s'employer à dominer par tout moyen le roi : en l'isolant de sa famille — notamment du Kronprinz — et de ses autres conseillers, en corrompant la presse, en lui faisant des scènes, du chantage à la démission, etc. Le chancelier sera servi par ses succès.
Bismarck acquiert un pouvoir quasi absolu, par l'intermédiaire de son ministère, et une confiance totale de Guillaume Ier. Il se comporte vis-à-vis de ce dernier comme un vassal qui jure à son suzerain loyauté et courage au combat. Bismarck obtient un pouvoir absolu, qu'il utilise par la suite. Ainsi, ses ministres ne peuvent rendre des comptes qu'au roi, mais ils ont besoin au préalable de l'accord personnel de Bismarck.

### Vers l'unification
Dans les années 1850, la Confédération germanique s'industrialise. Le Zollverein (union douanière), la constitution d'un réseau ferré nécessairement transfrontalier, l'adoption d'une monnaie de compte unique par presque tous les États de la Confédération sont autant d'éléments d'une unité économique qui précède l'unité politique autour de la Prusse. Le courant unitaire qui était peu actif depuis l'échec du parlement de Francfort renaît en 1859. Le Nationalverein (union nationale) reprend largement les idées développées en 1848. Mais l'unité allemande est largement l'œuvre d'Otto von Bismarck. Ce noble prussien aux opinions très conservatrices représente la Prusse à la diète de Francfort de 1851 à 1859. Il en acquiert la conviction qu'il n'y a pas de place pour deux puissances en Allemagne. Il pense que tôt ou tard l'affrontement se produira entre les deux États. C'est Guillaume Ier, roi de Prusse depuis 1861 qui l'appelle au poste de Ministerpräsident (premier ministre) en 1862 pour résoudre le conflit entre le Landtag, le parlement prussien, et le roi au sujet de la réforme de l'armée Heeresreform. Il instaure un gouvernement autoritaire et gouverne par décret, ce qui permet l'organisation d'une armée nombreuse, efficace et bien armée. En effet, « le fer et le sang » sont pour Bismarck les moyens de réaliser l'unité allemande par le haut, c'est-à-dire sans le consentement des peuples.

L'Allemagne après le traité de Prague (1866) : la Prusse (en bleu-nuit) unifie son territoire en annexant divers États (en bleu-ciel), et préside la confédération d'Allemagne du Nord, les États du Sud (en rose) deviennent indépendants mais doivent se lier par des traités à la confédération, l'Autriche (en rouge) est totalement exclue de l'Allemagne.

La courte guerre des Duchés en 1864 est la première étape de l'unité allemande. Le Holstein, peuplé d'Allemands et le Schleswig, peuplé à la fois par des Allemands et des Danois sont des propriétés personnelles du roi du Danemark sans faire partie de son royaume. En 1863, ce dernier les incorpore à son royaume. Ceci entraîne une guerre de la Confédération germanique menée par la Prusse et l'Autriche contre le Danemark en 1864. La rapide victoire permet à l'Autriche d'obtenir l'administration du Holstein et la Prusse, celle du Schleswig. Pour Bismarck, cet arrangement est provisoire. Il attend le moment propice pour affronter l'Autriche. Après s'être assuré la neutralité bienveillante de la France et l'alliance italienne grâce à l'entremise française, la Prusse multiplie les provocations à l'égard de l'Autriche et, sous un prétexte futile envahit le Holstein. Dans la guerre austro-prussienne qui s'ensuit, l'Autriche, bien que bénéficiant du soutien de la Confédération germanique, est sévèrement battue à la bataille de Sadowa le 3 juillet 1866. Quand l'armistice est signée le 22 juillet 1866, les armées prussiennes ne sont plus qu'à 60 km de Vienne. La Prusse qui bénéficie toujours du soutien français annexe le Schleswig-Holstein, le royaume de Hanovre, le duché de Nassau et la Hesse, ce qui permet à la Prusse d'avoir un État d'un seul tenant, de former la Confédération de l'Allemagne du Nord excluant l'Autriche et dans laquelle les États catholiques du sud de l'Allemagne refusent de rentrer. Aucun plébiscite n'est organisé pour s'assurer de l'accord de peuples concernés par les annexions. L'unification se fait bien par le haut.

## Vers l'Empire
En 1867, la Confédération d'Allemagne du Nord regroupe donc 21 États. Chaque État garde son gouvernement local mais il existe au-dessus un gouvernement fédéral dirigé par le président, Guillaume Ier et le chancelier fédéral, Bismarck et comprenant deux chambres, le Bundesrat et le Reichstag. Il existe une armée commune composée des armées de chaque membre. Pour achever l'unité allemande, le chancelier doit combattre les sentiments anti-prussiens des États du Sud. Les maladresses de Napoléon III lui permettent de dresser l'opinion publique de tous les États contre la France. En effet, après l'éclatante victoire de la Prusse, l'empereur des Français qui n'avait jusque-là rien réclamé, demande des compensations pour sa neutralité, des territoires sur la rive gauche du Rhin d'abord, puis le Luxembourg. Bismarck a l'habileté de rendre publiques ces revendications qu'il qualifie de politique des pourboires.

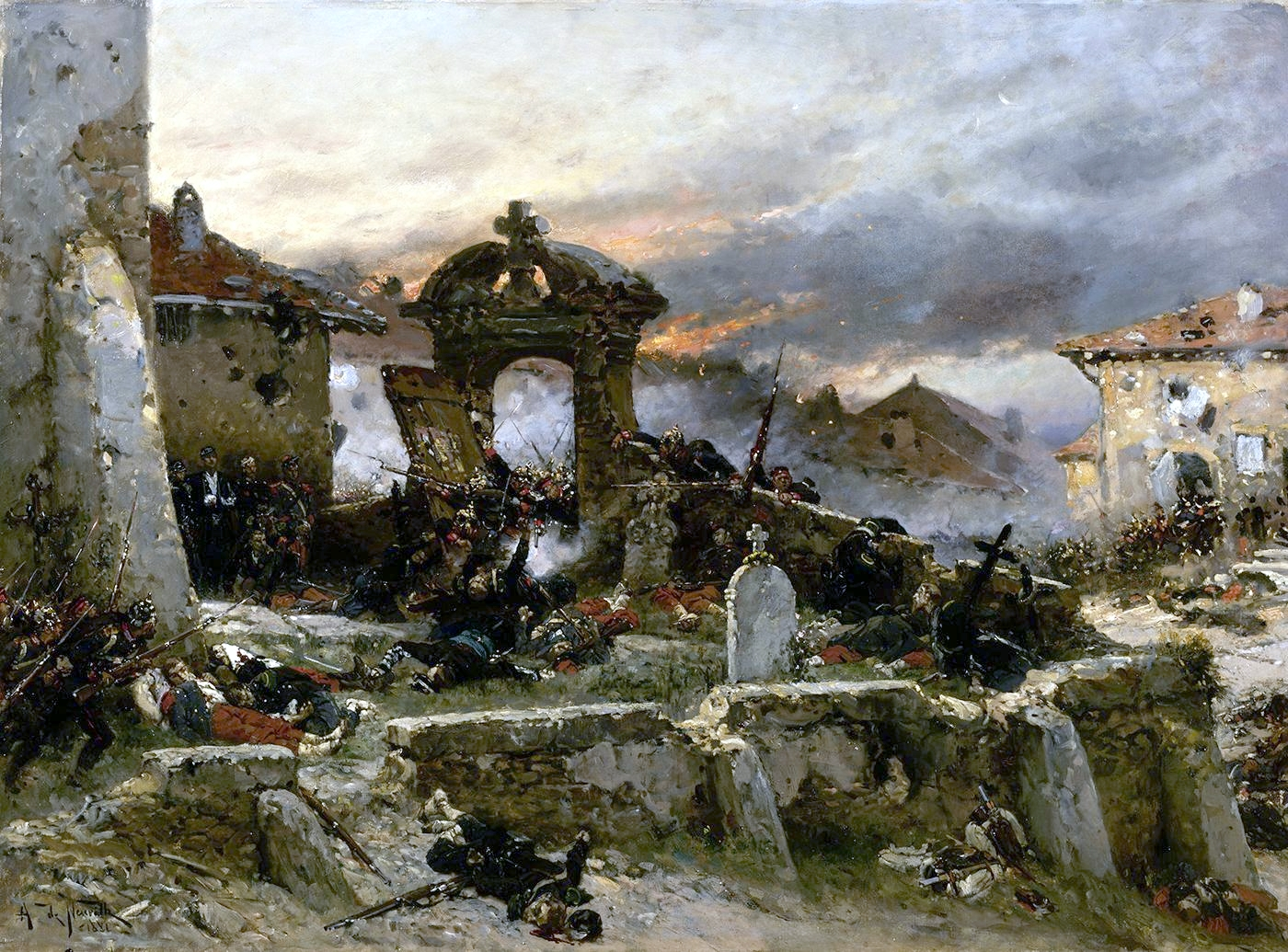
La bataille de Saint-Privat (18 août 1870) par Alphonse de Neuville.

En 1870, une nouvelle pomme de discorde surgit entre les deux États. Les Espagnols qui ont chassé leur reine, proposent dans le plus grand secret le trône à Léopold de Hohenzollern-Sigmaringen, petit-cousin du roi de Prusse. Quand cette proposition est connue début juillet 1870, la France s'émeut. Elle ne veut pas d'un souverain prussien au sud. Dans un premier temps, Guillaume Ier assure à l'ambassadeur français, Benedetti qu'il ne s'opposera pas à un retrait de la candidature Hohenzollern en Espagne. Bismarck, dépité, songe à démissionner. Mais la France s'obstine et demande la garantie officielle que le roi s'opposera à toute nouvelle candidature Hohenzollern. Guillaume éconduit l'ambassadeur et fait part de la rencontre dans un télégramme, la dépêche d'Ems, que Bismarck, qui n'en attendait pas tant, s'empresse de publier en durcissant le ton dans le but de provoquer la France. Les États allemands voient dans l'insistance française un désir de les humilier. La France, ulcérée par la publication du télégramme déclare la guerre à la Prusse le 19 juillet 1870. La guerre franco-allemande commence. L'impréparation française la conduit au désastre alors que les États d'Allemagne du Sud acceptent dès novembre 1870 d'entrer dans la Confédération d'Allemagne du Nord. La défaite française a fini de sceller l'unité allemande.

## Empereur allemand

### Fondation

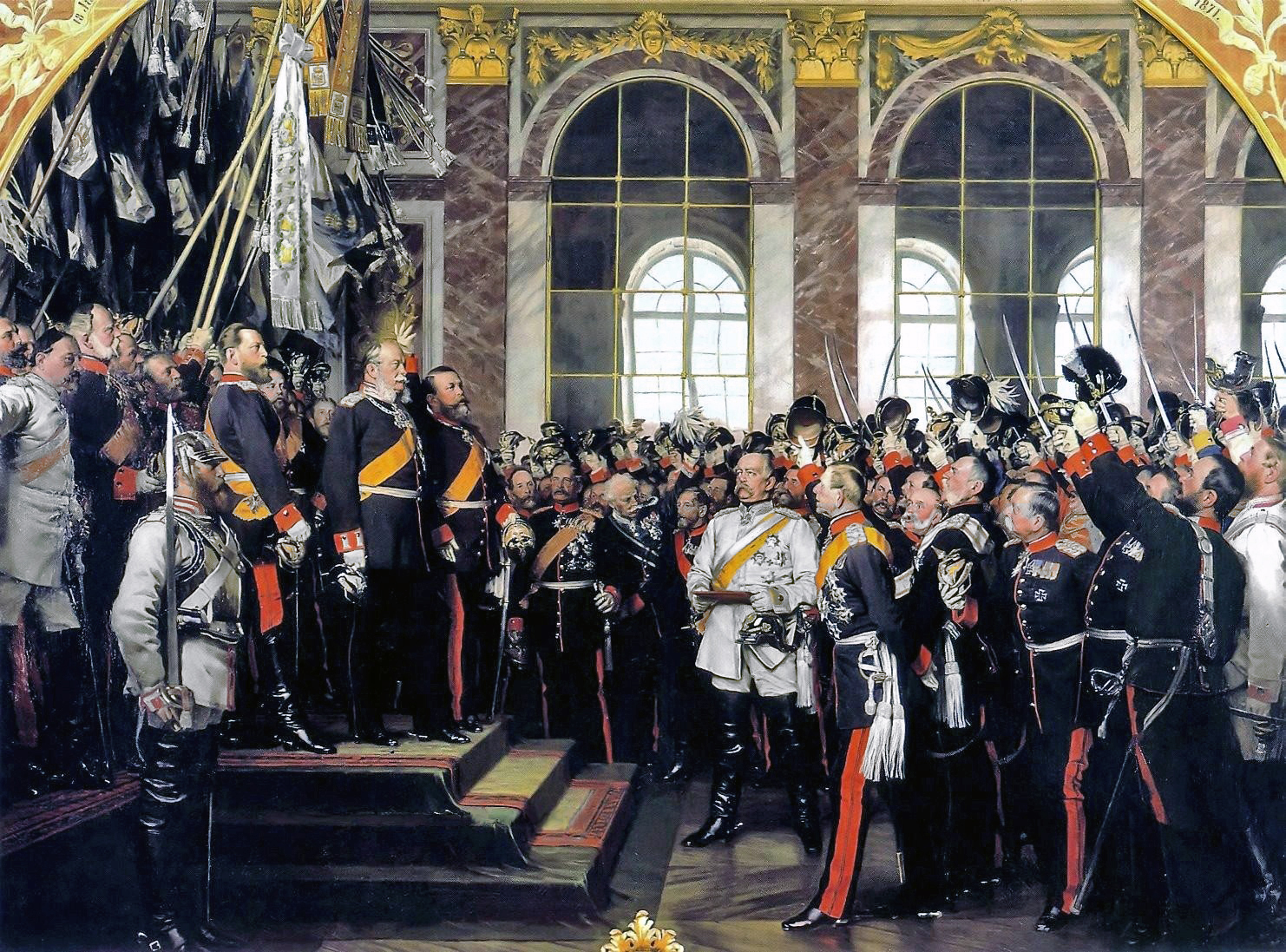
Élévation, le 18 janvier 1871, du roi de Prusse à l'empire au palais de Versailles, par Anton von Werner (1885). est entouré de son fils à sa droite et de son gendre le grand-duc de Bade à sa gauche. Au pied du trône, en uniforme blanc, se tient le chancelier Bismarck.

L'Empire allemand résulte d'une extension de la confédération de l'Allemagne du Nord, mise en place en 1867 après la paix de Prague et dont la constitution est légèrement remaniée afin à la fois d'incorporer les États allemands du Sud du Main, mais aussi de donner une forme explicitement monarchique à la Confédération.
Par les traités dits de novembre, les royaumes de Bavière et de Wurtemberg ainsi que les grands-duchés de Bade et, pour la partie située au sud du Main, de Hesse, adhèrent à la Confédération. Le traité entre la confédération de l'Allemagne du Nord, le grand-duché de Bade et celui de Hesse, est signé à Versailles le 15 novembre 1870, le traité de Berlin du 25 novembre 1870, le traité de Versailles du 23 novembre 1870.
Le 18 janvier 1871, « le jour le plus triste de ma vie », selon le mot du futur empereur, l’Empire allemand est proclamé dans la galerie des Glaces du château de Versailles, à la faveur de la défaite de la France. Guillaume, roi de Prusse, devient empereur allemand. La date choisie est symbolique puisqu'elle correspond au 170e anniversaire du couronnement de Frédéric Ier comme roi en Prusse, le 18 janvier 1701.
On appelle « période de fondation » (Gründerzeit) la période correspondant au règne de Guillaume Ier, jusqu’en 1888, et au mandat d’Otto von Bismarck comme chancelier impérial.

### Règne impérial

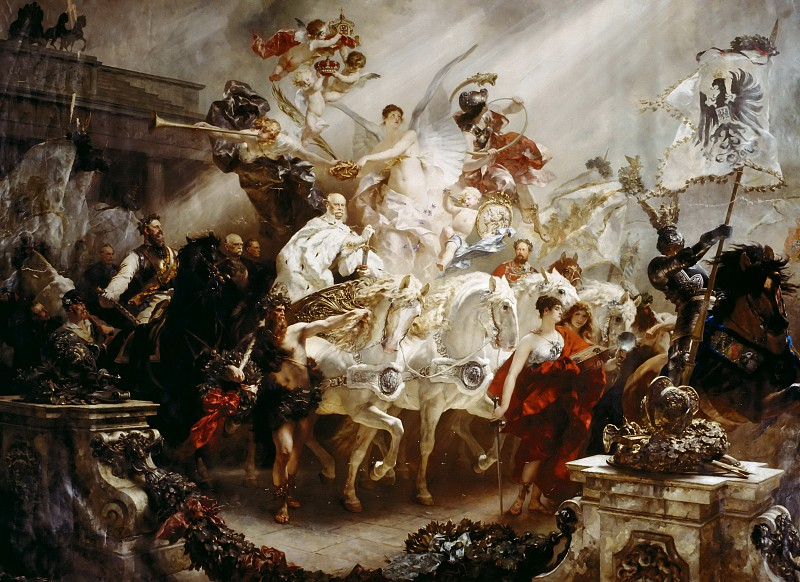
Représentation du triomphe de l'Empire avec l'apothéose de.

Le titre de Deutscher Kaiser (« empereur allemand ») a été choisi après mûres réflexions de la part de Guillaume et de Bismarck ; « empereur d'Allemagne » eût été malvenu aux yeux des autres monarques fédérés. La formulation « empereur des Allemands » est rejetée par Guillaume Ier car elle fait écho à la révolution de 1848, et que le nouvel empereur ne veut pas de ce titre aux relents démocratiques, puisqu'il se considère souverain « par la grâce de Dieu ». 
Guillaume Ier n'accepte son titre qu'avec réticence, la direction d'une Allemagne unie allant à l'encontre de son conservatisme, et l'unité de la nation faisant figure d'idéal libéral et progressiste. Bismarck saura habilement surmonter cette objection en faisant adresser à Guillaume une demande officielle des princes et rois du nouveau Reich d'accepter ce titre.

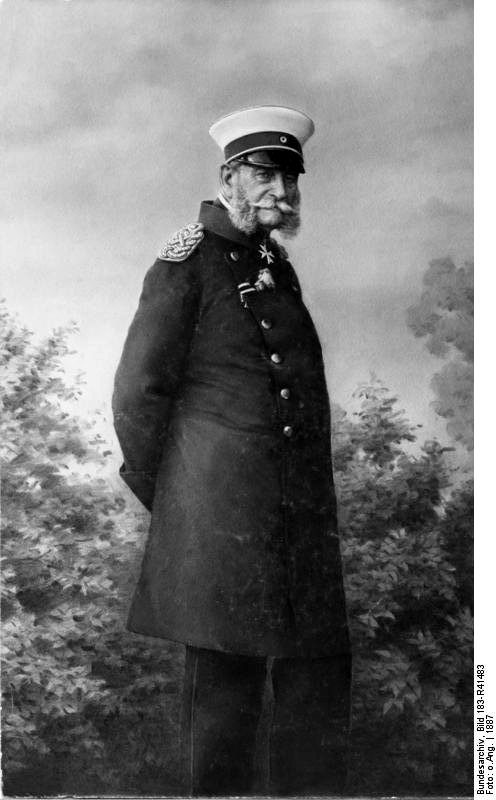
en 1887, à quatre-vingt-dix ans.

La réticence de Guillaume s'explique aussi par sa crainte d'apparaître comme le « liquidateur » d'une Prusse absorbée, voire dissoute, dans le Reich, bien que la Constitution du Reich institue en fait un système fédéral où l'identité des États est préservée. Il attachera toujours autant d'importance à son titre de roi de Prusse qu'à celui d'empereur. Là aussi, Bismarck saura lever cette hypothèque, en réservant à la Prusse un statut dominant dans le système fédéral.
Guillaume Ier devient donc le chef, primus inter pares, d'un Reich allemand qui s'étend de la Lorraine à la Lituanie, et fédère les royaumes de Bavière, de Wurtemberg et de Saxe, les grands-duchés de Bade et de Hesse, sans oublier les villes libres de Hambourg, Lübeck et Brême, et la « terre d'Empire » d'Alsace-Lorraine. Lors de son discours d'ouverture au Reichstag, il fait allusion aux négociations avec la France pour avancer le paiement de l'indemnité de guerre et libérer le territoire français, ce qui fait monter la Bourse.

### Politique de Bismarck

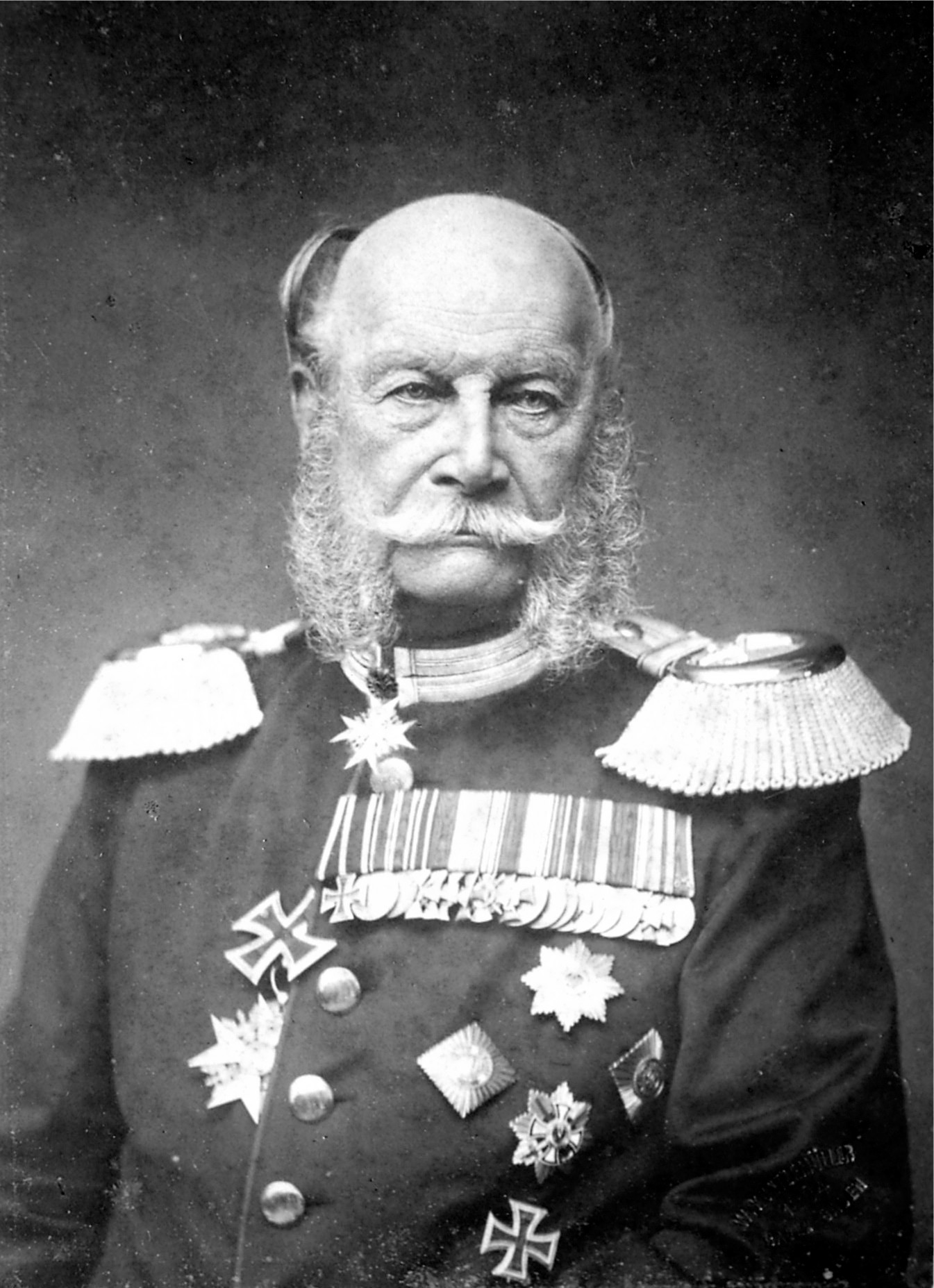
Photographie de vers 1884.

L'Empire allemand garde la Constitution de la Confédération d'Allemagne du Nord, qui prévoit l'élection d'un Reichstag au suffrage universel masculin. Celui-ci vote le budget et les lois. Il possède même l’initiative des lois. Mais le pouvoir réel est détenu par l'empereur et ses conseillers. Guillaume Ier fait tout confiance à Bismarck jusqu'à sa mort en 1888. Jusqu'en 1878, le chancelier s'allie aux libéraux et prend des mesures pour stimuler l'économie. C'est aussi la période du Kulturkampf, le conflit religieux et politique qui opposa l'État bismarckien à l'Église catholique et au parti du Centre. Le Kulturkampf a en fait comme objectif de réduire des particularismes pour renforcer l'unité de l'Empire. Elle vise donc en premier lieu l’Église catholique et sa prétention à contester la sphère d’intervention de l’État. Elle touche également les minorités vivant aux marges de l’Empire qui subissent une politique d’assimilation culturelle agressive. En 1876, l’allemand devient seule langue administrative dans les régions orientales où les Polonais sont nombreux. Il devient obligatoire à l’école primaire. En Alsace-Lorraine, les lois de 1873 établissent un contrôle direct de l’État sur l’organisation de l’enseignement primaire et secondaire. Le Kulturkampf rencontre la résistance farouche des catholiques allemands, qu'ils soient rhénans (le cardinal de Cologne) ou bavarois, ce qui amène la constitution du Zentrum, parti chrétien-démocrate. Bismarck, finalement désapprouvé par l'empereur, doit transiger et rétablir l'Église dans ses droits, en matière d'enseignement notamment. Dans les années 1880, des lois sur la sécurité sociale sont votées.

### Tentatives d'assassinat et lois antisocialistes
En 1878, Bismarck promulgue des lois d'exception contre le socialisme alors en plein développement. Il essaie aussi de se rallier les ouvriers et de les intégrer à la nation en construction par l'institution d'un système général de sécurité sociale, le premier au monde. Il quitte aussi l'alliance avec les libéraux et noue une alliance avec les conservateurs. Sur le plan extérieur, il conclut la Triple-Alliance avec l'Autriche et l'Italie, en 1882, et signe un pacte de contre-assurance avec la Russie en 1887. Il s'engage aussi dans une politique coloniale.

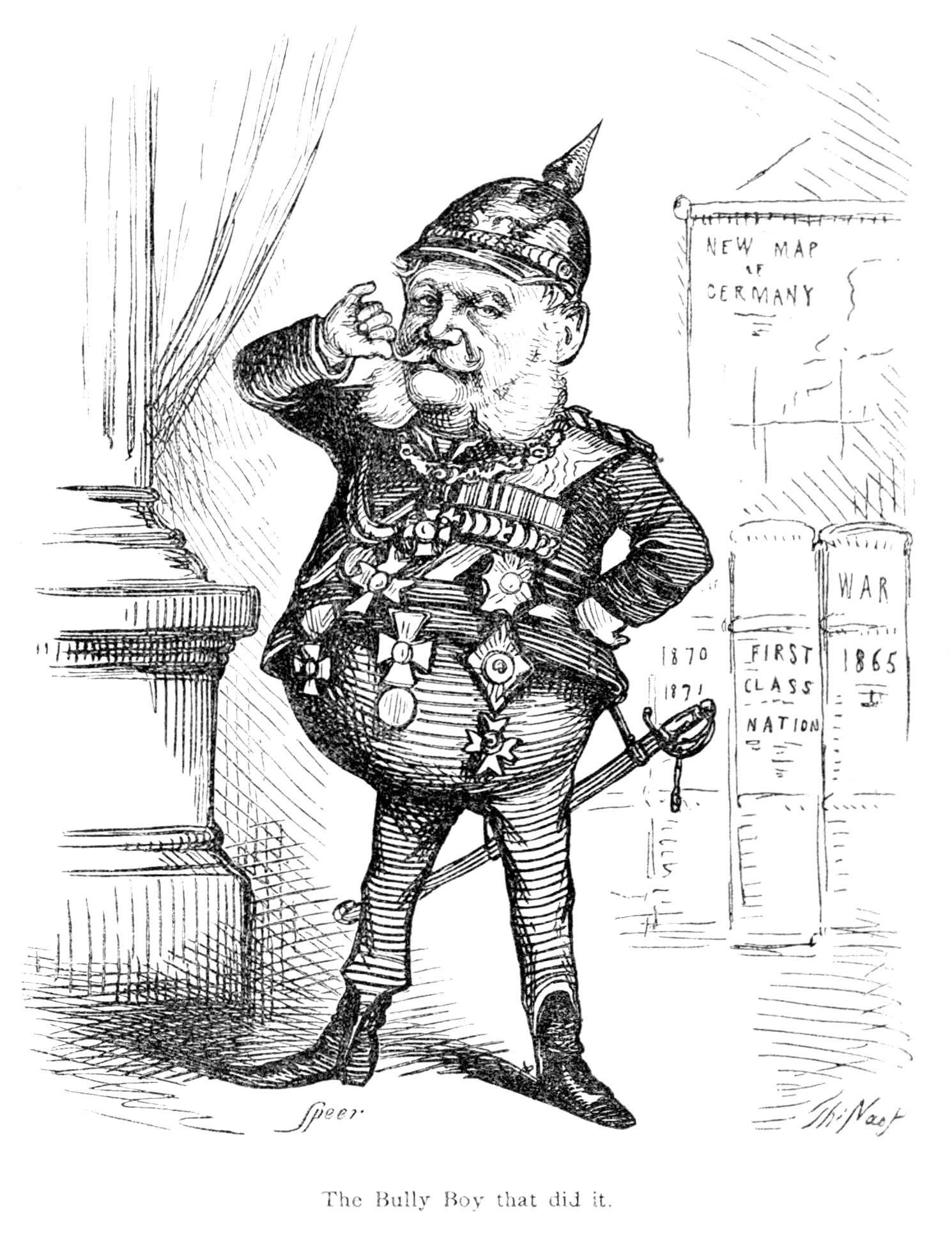
Caricature de par Thomas Nast.

Le combat contre le socialisme a pour principaux effets une recrudescence des attentats contre Bismarck. Il met aussi en évidence un manque de soutien du parlement pour sa politique offensive. Le premier projet de loi antisocialiste est ainsi rejeté par une majorité écrasante du Reichstag. Toutefois, après un second attentat contre sa personne, Bismarck dissout le parlement. Il essaie de regagner le soutien des nationaux-libéraux et de ramener le gouvernement à droite. Les élections voient la victoire des conservateurs qui, avec leurs deux partis, sont plus nombreux que les nationaux-libéraux. Dans ce nouveau parlement, les nationaux-libéraux finissent par voter en faveur du projet de loi antisocialiste au prix de quelques concessions. Elles restent en application jusqu'en 1890, après avoir été prolongées plusieurs fois par le parlement. Cette loi d'exception interdit l'agitation socialiste sans pour autant toucher au droit des parlementaires socialistes. Ces lois manquent leur objectif et ont pour effet, au contraire, de consolider le milieu socialiste, en permettant aux théories marxistes de vraiment s'imposer,.
En 1878, dans le contexte de la Grande dépression, les grands propriétaires terriens et des industriels demandent avec de plus en plus d'insistance des barrières douanières plus élevées. Alors qu'une majorité se dégage au parlement en faveur de cette proposition, Bismarck se déclare favorable à une réforme de la fiscalité et de la politique douanière dans sa « lettre de Noël » (Weihnachtsbrief) du 15 décembre 1878. Il en espère une augmentation des recettes de l'État. Cette loi ne reçoit que peu de soutien des nationaux-libéraux, mais Bismarck peut s'appuyer sur les deux partis conservateurs et le centre pour la faire passer. Elle marque la fin de l'ère libérale, en Allemagne tout d'abord, puis en Europe : les autres pays, à l'exception de la Grande-Bretagne, suivant l'exemple allemand. Bismarck clame désormais que les pouvoirs publics sont garants de l'unité nationale et il crée donc un mouvement d'union constitué non seulement des deux partis conservateurs mais aussi du centre. Toutefois, cette union n'a pas la solidité de celle qu'elle a eu avec les nationaux-libéraux. Ceci explique que, dans les années qui suivent, beaucoup d'initiatives politiques de Bismarck se soldent par des échecs,. La transition du libre-échange au protectionnisme se fait graduellement lors des années suivantes. Dans sa biographie, Ernst Engelberg fait toutefois remarquer que l'Empire allemand n'a jamais été vraiment libéral. Bismarck espère ainsi saper le soutien politique à l'union « Seigle et Acier » (Roggen und Eisen) et, ce faisant, consolider les bases conservatrices de l'Empire et sa propre position au passage.
Durant son règne, Guillaume Ier échappe à plusieurs attentats perpétrés par des anarchistes qui le considèrent comme un tyran, et notamment commis par des individus de gauche, reprochant au roi l'application des lois antisocialistes :
- le 11 mai 1878, Max Hödel, un plombier de 21 ans, tire deux coups de revolver sans l'atteindre. Le jeune homme est condamné à mort et décapité ;
- le 2 juin de la même année, il est blessé par un coup de feu tiré par Karl Nobiling, un philosophe de 30 ans qui tente en vain de se suicider et mourra en prison ;
- en 1885, la pluie fait avorter un attentat à l'explosif organisé par August Reinsdorf, un anarchiste de 36 ans considéré comme le père de l'anarchie allemande.

Ces attentats confortent le pouvoir personnel de Bismarck, qui s'en sert comme prétexte pour cerner les oppositions et rendre populaire ses législations sociales et anti-socialistes.

## Ascendance

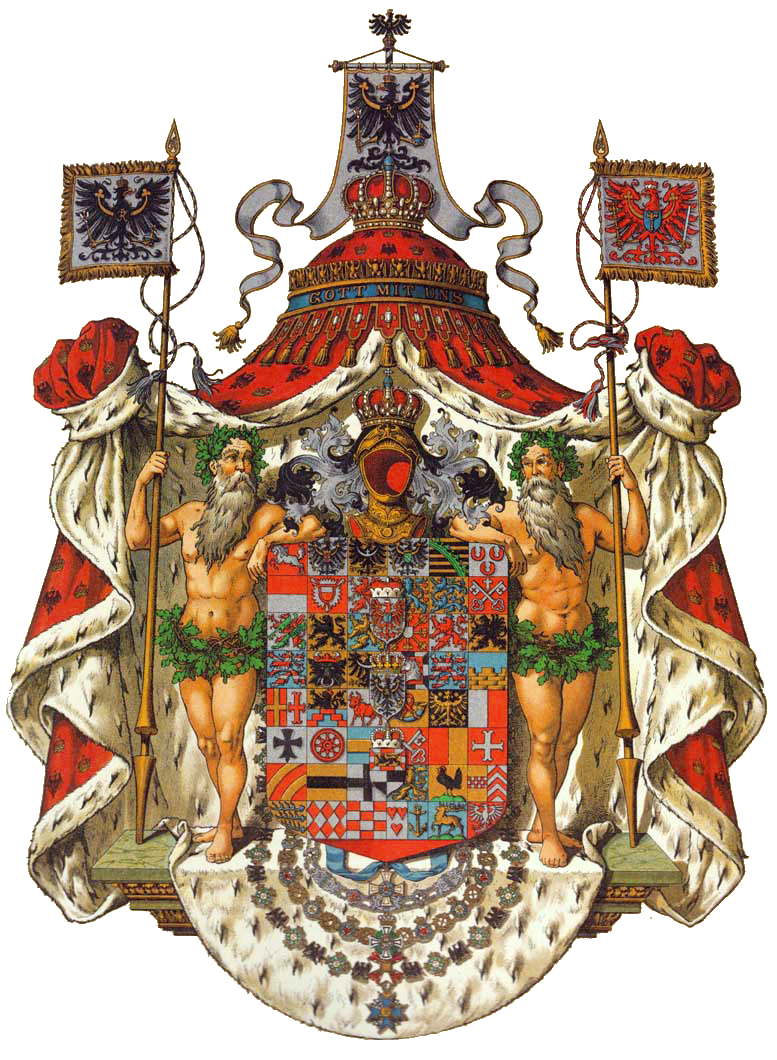
Grandes armoiries de la Prusse utilisées lorsqu'elle faisait partie de l'Empire allemand.

### L'année des trois empereurs: 1888

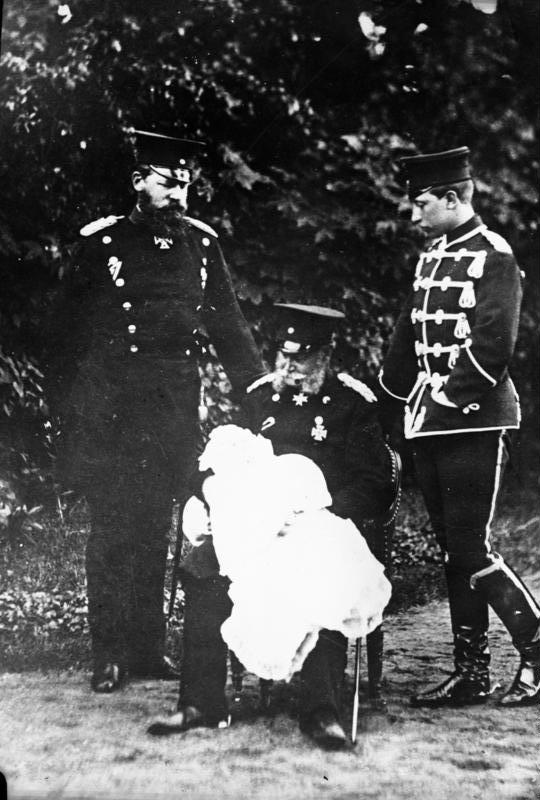
L'empereur et ses successeurs : le prince héritier, le futur Guillaume II et son arrière-petit-fils (1882).

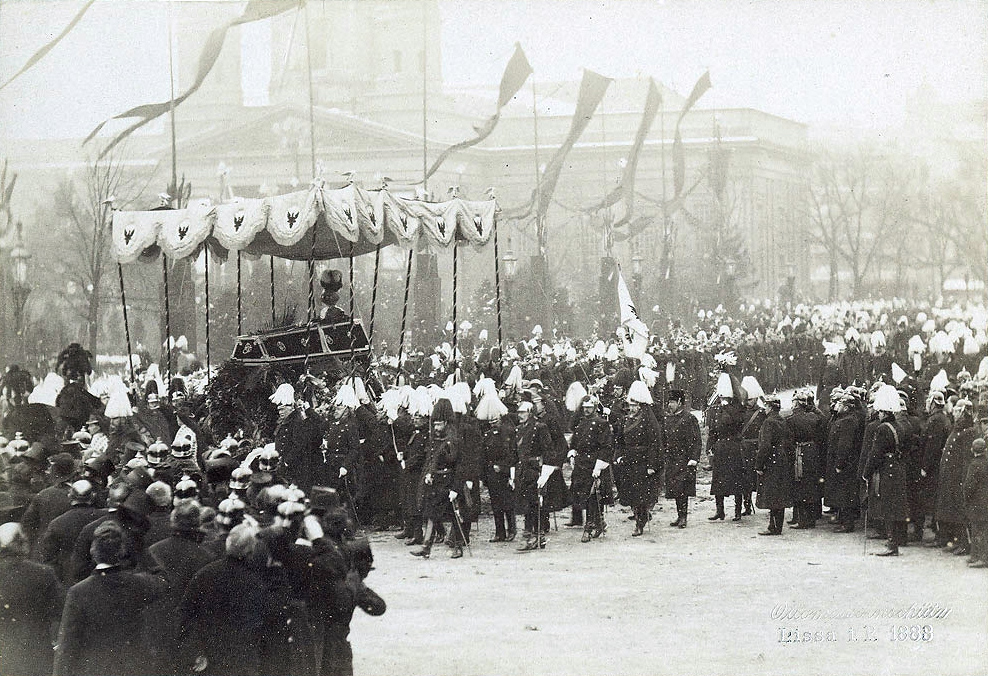
Funérailles de en 1888.

Guillaume Ier de Prusse appartient à la première branche de la maison de Hohenzollern. Cette lignée donna des électeurs, des rois, des empereurs à la Prusse et l'Allemagne. Guillaume Ier de Prusse est l'ascendant de l'actuel chef de la maison impériale d'Allemagne, le prince Georges-Frédéric de Prusse.
Guillaume Ier s'éteint dans sa quatre-vingt-onzième année en mars 1888. Son fils lui succède sous le nom de Frédéric III. De 1867 à 1918, plus de 1 000 monuments commémoratifs en hommage à Guillaume ont été construits en Allemagne. Atteint d'une maladie incurable, son successeur meurt trois mois plus tard au grand dam des libéraux, après 99 jours de règne le 15 juin. Son fils, Guillaume II, âgé de 29 ans et petit-fils de Guillaume Ier, accède alors au trône. On appellera cette année « l’année des Trois Empereurs ». Le règne de Guillaume II est marqué par la primauté de l’empereur dans la politique (wilhelminisme), notamment en politique extérieure où la prudence bismarckienne cède le pas à la Weltpolitik. Désirant gouverner seul, ce dernier renvoie le vieux prince de Bismarck en 1890.

## Mémoriaux
- Église du souvenir de Berlin
- Tour Grunewald
- Monument national de Guillaume Ier (Berlin)
- Monument de Guillaume Ier (Düsseldorf)
- Monument de Guillaume Ier (Porta Westfalica) (de)
- La ville portuaire de Wilhelmshaven en Allemagne est nommée d'après lui.